# Vanuatubasis malekulana
Vanuatubasis malekulana – gatunek ważki z rodziny łątkowatych (Coenagrionidae). Endemit Vanuatu; stwierdzony na wyspach Malekula i Espiritu Santo.